# Liceul de Informatică „Tiberiu Popoviciu” din Cluj-Napoca

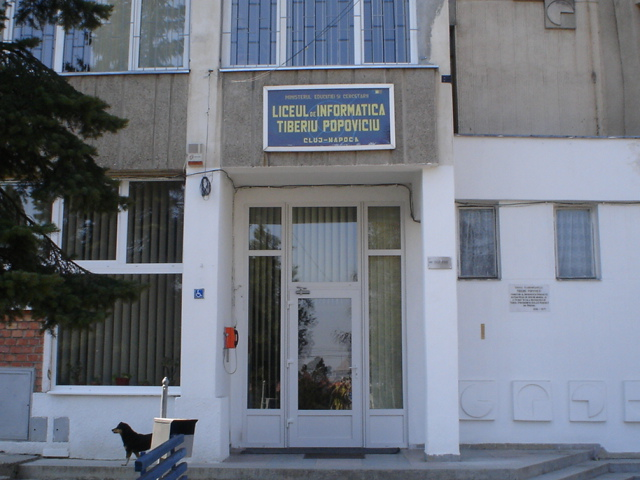
Intrarea principală a Liceului de Informatică

Liceul de Informatică „Tiberiu Popoviciu” este un liceu din Cluj-Napoca, Calea Turzii 140-142, înființat în anul 1971, o dată cu alte trei licee similare din București, Iași și Timișoara. În 1993 i-a fost atribuit numele academicianului matematician Tiberiu Popoviciu (1906-1975).

## Istoric
La început liceul a purtat denumirea „Liceul pentru Prelucrarea Automată a Datelor” (LPAD), denumire sub care a funcționat până în 1973, numindu-se mai apoi „Liceul pentru Informatică din Cluj” (LICJ). Liceul a funcționat mai întâi într-o clădire a Muzeului de Artă, clădirea nouă a liceului fiind finalizată abia în 1976. În cursul anului 1977 au fost date în folosință căminele pentru fete și pentru băieți cu câte 200 de locuri fiecare, cantina și sala de sport.
În anii '80 se adaugă profilul industrial electrotehnică-electronică, iar anii '90 aduc modificări în structura liceului, adoptându-se noul plan de invățământ și noile programe școlare. Tot în acest timp liceul revine la profilul inițial, din 1991 existând doar profilul informatică. O dată cu reforma în învățământ începută în 1996, liceul se constituie, ca în prezent, ca liceu de filieră teoretică, cu specializarea matematică-informatică.
În onoarea marelui matematician Tiberiu Popoviciu, care a activat ca profesor al Facultății de Matematică a Universității Babeș-Bolyai și care este considerat unul dintre întemeietorii informaticii românești, începând cu anul 1993, „Liceul de Informatică” poartă numele acestuia.

## Denumiri
- 1971: Liceul pentru Prelucrarea Automată a Datelor (LPAD)
- 1973: Liceul pentru Informatică din Cluj (LICJ)
- 1978: Liceul de Matematică și Fizică nr. 2 (LMF2)
- 1991: Liceul de Informatică din Cluj-Napoca
- 1993: Liceul de Informatică „Tiberiu Popoviciu”, Cluj-Napoca

## Directori
| Perioada   | Numele               |
| ---------- | -------------------- |
| 1971-1972  | Sever-Aurel Groze    |
| 1972-1990  | Aurel Clamba         |
| 1990-1996  | Mihail Hudrea        |
| 1996-2007  | Roland-Hans Kentsch  |
| 2007-2016  | Simona Haidu         |
| 2016-2019  | Ana-Felicia Vălean   |
| 2019-2020  | Amalia-Ramona Gurzău |
| 2020 -2022 | Lia-Marinela Macra   |
| 2022-      | Silviu-Cristian Rad  |